# Guagno (rivière)
Pour les articles homonymes, voir Guagno (homonymie).
Le Guagno ou fiume Grossu est une rivière du département français de Corse-du-Sud, en Corse. C'est un affluent du fleuve Liamone.

## Géographie
D'une longueur de 18,5 kilomètres, le Guagno prend sa source sur la commune de Guagno - à l'extrémité est de la commune - à l'altitude 1 880 mètres, au lieu-dit Source Belle Cave.
Il coule globalement de l'est vers l'ouest, dans la vallée qui porte son nom (vallée du fiume Grossu), en traversant toute la commune de Guagno puis la commune de Poggiolo jusqu'au lieu-dit Guagno-les-Bains avec la fontaine Goccia, une source thermale captée.
Il conflue sur la commune de Letia, à l'altitude 365 mètres, près du lieu-dit Gradi.

### Communes et cantons traversés
Dans le seul département de la Corse-du-Sud, le Guagno traverse six communes et un seul canton :
- dans le sens amont vers aval : Guagno (source), Orto, Poggiolo, Soccia, Murzo, Letia (confluence).

Soit en termes de cantons, le Guagno prend source et conflue dans le même canton des Deux-Sorru, dans l'arrondissement d'Ajaccio.

### Bassin versant
Le bassin versant du Liamone, de sa source au Cruzini (Y810), fait 194 km2. 

### Organisme gestionnaire
L'organisme gestionnaire de l'eau et l'assainissement est le SIVOM (syndicat intercommunal) Cinarca et Liamone.

## Affluents
Le Guagno a onze affluents référencés :
- le Piscia Maltata (rg[note 1]), 1,5 km sur la seule commune de Guagno.
- ----- le ruisseau de Bronco (rd), 3,5 km sur la seule commune de Guagno dont la source est proche du Punta di Arinella (1 979 m) et de la crête de Rinella.
- le ruisseau de Porcili (rg), 1,7 km sur la seule commune de Guagno.
- le ruisseau de Pascione (rg), 1,6 km sur la seule commune de Guagno.
- ----- le ruisseau de Lageri (rd), 4,8 km sur les deux communes de Guagno et Orto.
- ----- le ruisseau de Creno (rd), 3,1 km sur la seule commune de Orto émissaire du lac de Creno.
- ----- le ruisseau de Fumicellu (rd), 2 km sur la seule commune de Orto.
- le ruisseau l'Albelli (rg), 9,8 km sur les deux communes de Poggiolo et Guagno.
- le ruisseau de Petra-Longa (rg), 3,9 km sur la seule commune de Poggiolo.
- ----- le ruisseau de Filiccioni ou ruisseau de Zoicu (rd), 13,9 km sur la seule commune de Soccia avec une micro centrale électrique et dont la confluence est en aval de la source thermale de Guagno-les-Bains - sur la commune de Poggiolo-, avec deux affluents :
  - ----- le ruisseau de Crualu (rd) 2,6 km sur la seule commune de Soccia qui se jette dans la retenue de l'Izzola (1 262 m), avec un affluent :
    - ----- le ruisseau de Tassi (rd) 1,3 km sur la seule commune de Soccia.

  - ----- le ruisseau de l'Illarotta (rd) 2,5 km en aval de la retenue de l'Izzola, sur la seule commune de Soccia.
- le ruisseau le Rioseccu (rg), 2,6 km à la limite des deux communes de Murzo et Poggiolo.

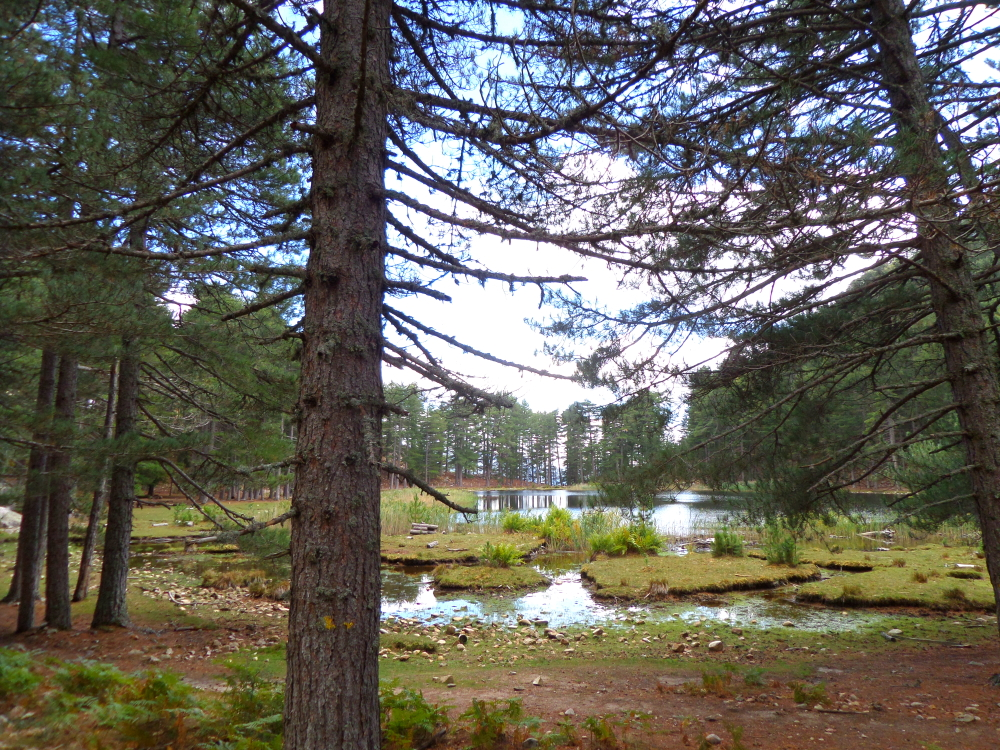
Lac de Creno traversé par le ruisseau de Creno.
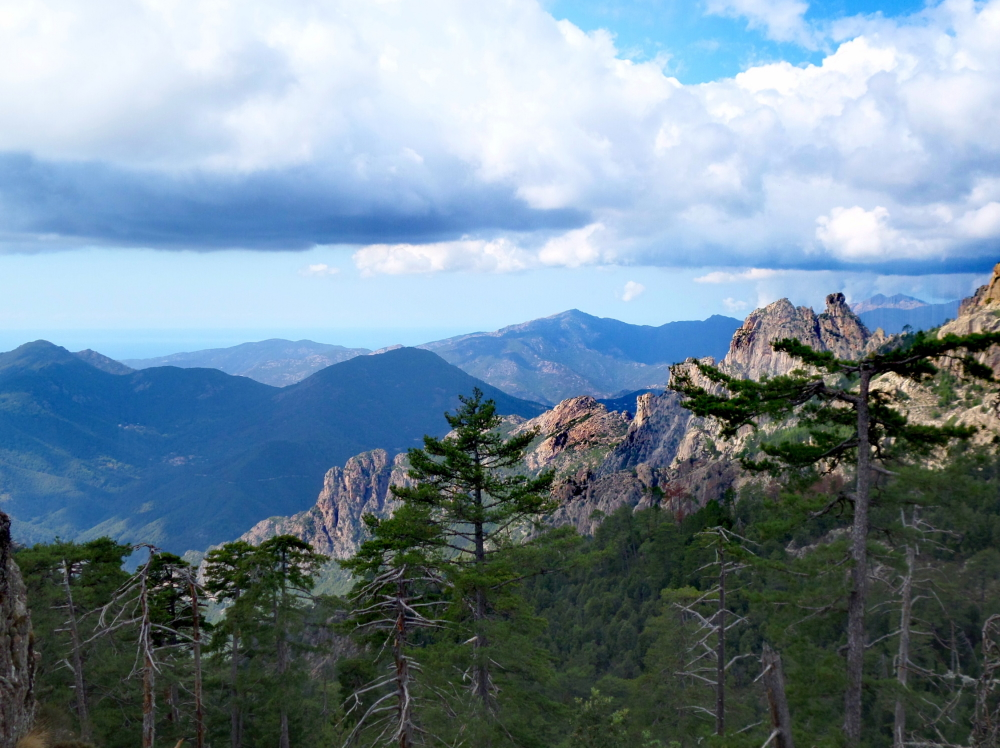
Vallée du fiume Grossu depuis le lac de Creno.

### Rang de Strahler
Le rang de Strahler est donc de trois par le ruisseau de Tassi, le ruisseau de Crualu, et le ruisseau de Filiccioni.

## Aménagements et écologie
Sur le Guagno sont installés le pont de Genice et le pont de Carbonaja, ainsi que le moulin de Butalbetu.